# إيلي بين-مناحيم
إيلي بين-مناحيم هو نقابي وسياسي إسرائيلي، ولد في 24 نوفمبر 1947 في مومباي في الهند. نشط حزبياً في حزب العمل الإسرائيلي. وقد انتخب عضو الكنيست ‏ (17 نوفمبر 1999 – 17 أبريل 2006) وانتخب عضو الكنيست ‏ (21 نوفمبر 1988 – 7 يونيو 1999).